# Tempestad
Tempestad é um filme-documentário mexicano de 2017 dirigido e escrito por Tatiana Huezo. Selecionado como representante de seu país ao Oscar de melhor filme estrangeiro em 2018, narra a história de duas mulheres que sofrem as consequências do tráfico humano no México.